# Henry Poulaille

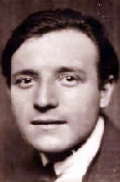
Henry Poulaille.

Henri Poulaille, född den 5 december 1896 i Paris, död den 30 mars 1980 i Cachan, var en fransk författare. 
Poulaille stod de internationellt, kommunistiskt sinnade kretsarna kring Rolland och Barbusse nära. Med romanerna Ils étaient quatre (1925), Arnes neuves (1925) och L'Enfantement de la Paix (1926) intog han en ledande plats bland Frankrikes yngre skribenter. Med bländande stilistisk förmåga förenade han förmågan att aldrig som Barbusse  låta tendensen överglänsa den konstnärliga sannfärdigheten. Också en förträfflig essay om Charlie Chaplin bör nämnas. 